# 서고츠산맥

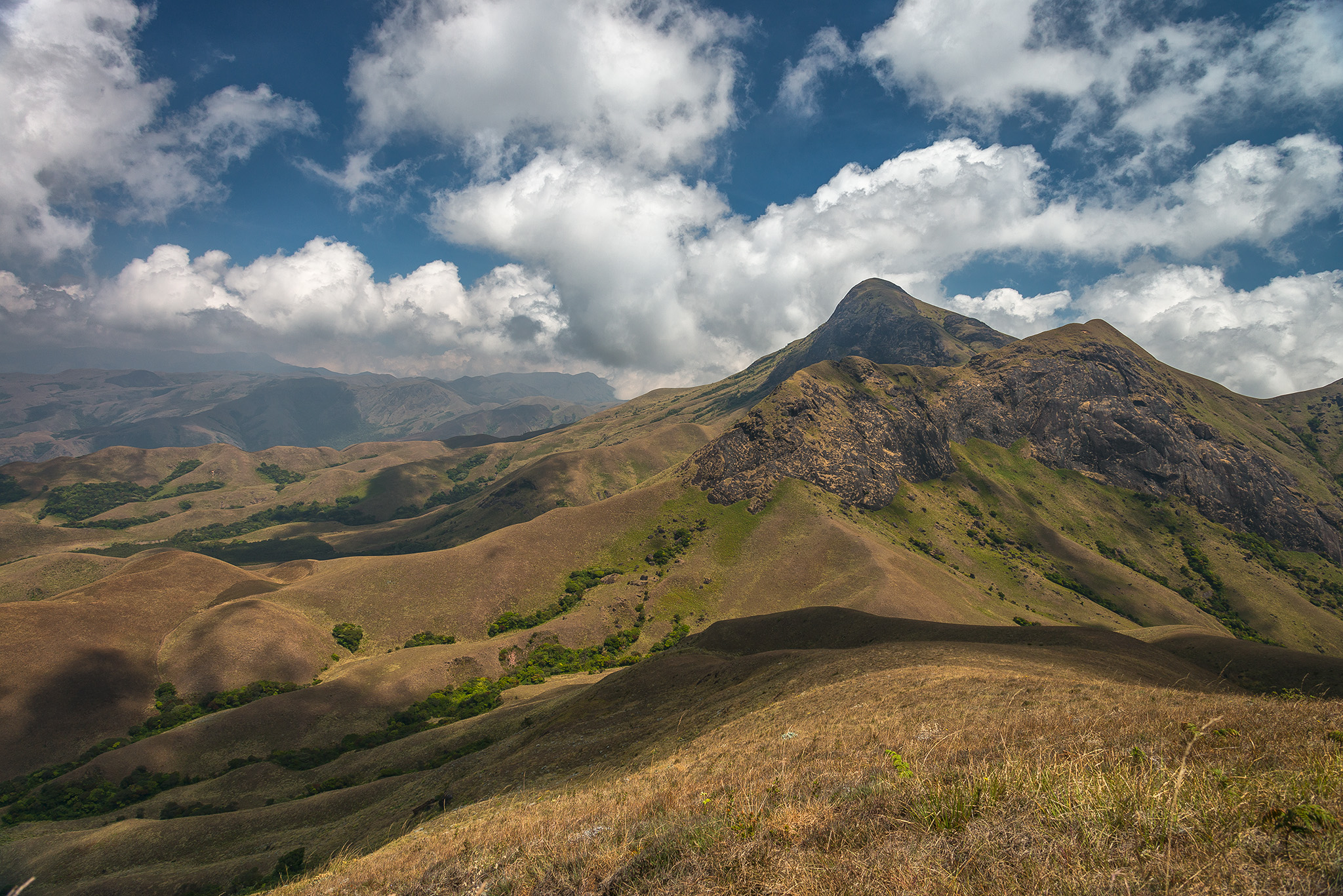

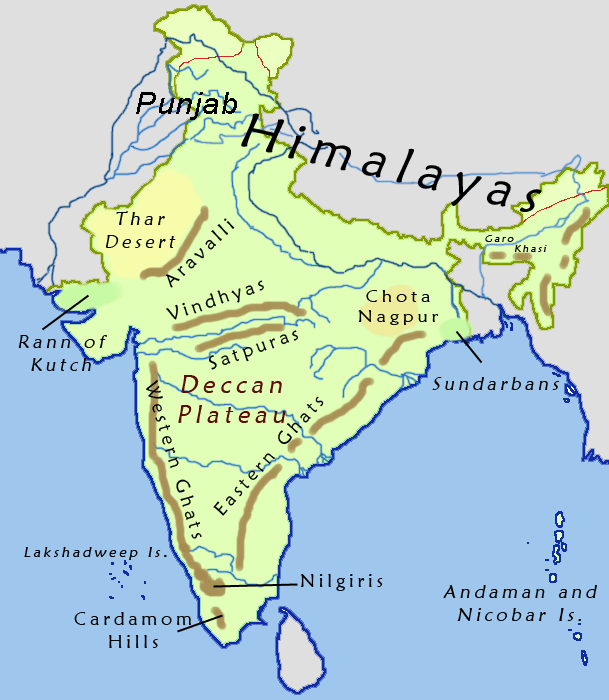
서고츠산맥은 인도의 서해안을 따라 나란히 뻗어 있다.

서고츠산맥(Western Ghats)은 인도 반도의 서쪽 해안을 따라 1,600km(990마일) 뻗어 있는 산맥이다. 면적이 160,000km2(62,000평방마일)에 달하며 구자라트주, 마하라슈트라주, 고아주, 카르나타카주, 케랄라주, 타밀나두주를 횡단한다. 이 산맥은 데칸고원의 서쪽 가장자리를 따라 탭티강에서 인도 반도 남단의 칸야쿠마리 지역에 있는 스와미토페까지 거의 연속적인 산맥을 형성한다. 서고츠산맥은 남쪽으로 계속되기 전에 닐기리스에서 동고츠산맥과 만난다.
지질학적 증거에 따르면 이 산들은 초대륙 곤드와나(Gondwana)가 붕괴되는 동안 형성되었다. 이 산들은 인도가 아프리카 대륙에서 분리된 쥐라기 후기와 백악기 초기에 인도 서해안을 따라 생겨났다. 산은 대략 세 부분으로 나눌 수 있다. 북부 지역은 고도가 900~1,500m(3,000~4,900피트)이고, 중간 지역은 고아 남쪽에서 시작하며 고도가 900m(3,000피트) 미만이며, 다시 고도가 높아지는 남쪽 구간이 있다. 서고츠산맥에는 2,000m(6,600피트) 이상으로 솟아오른 봉우리가 여러 개 있으며, 가장 높은 봉우리는 아나무디(2,695m(8,842ft))이다. 평균 고도는 약 1,200m(3,900피트)이다.
서고츠산맥은 인도의 주요 유역 중 하나를 형성하며, 인도 국토 면적의 거의 40%를 배수하는 많은 다년생 강계에 물을 공급한다. 서쪽 데칸 고원의 고도가 높기 때문에 대부분의 강은 동쪽에서 벵골만을 향해 흐르며, 그 결과 깎인 동쪽 경사면과 아라비아해를 향한 서쪽 경사면이 더 가파르게 된다. 서고츠산맥은 인도의 기후와 계절을 결정하는 데 중요한 역할을 한다. 아라비아해에서 동쪽으로 흐르는 비를 담고 있는 몬순 바람을 막아 서해안을 따라 비가 내린다. 공기가 산 위로 올라갈 때쯤에는 건조해지며 데칸 고원 내부의 바람이 부는 쪽에는 비가 거의 내리지 않는 비그늘 지역이 형성된다.
서고츠산맥 지역은 생물 다양성의 중심지이다. 여기에는 다양한 종류의 동식물이 포함되어 있으며, 그 중 대부분은 이 지역 고유종이다. 서고츠산맥에는 세계적으로 멸종 위기에 처한 종이 최소 325종 존재한다. 이 지역은 2012년 유네스코 세계유산으로 지정됐다.

## 같이 보기
- 동고츠산맥